# ヴァット
ヴァット（VAT）とは、ベトナムに古より伝わる独自の相撲のことである。ベトナム相撲とも言う。
- 競技者の姿は、両者共に裸足で半ズボン一丁の姿で腰にタオル状の物（赤と青に色分けされる）を巻いている。
- 線で円を描いた中で互いに組み合い、相手に投げられたり、円から外に足が出たり、地面に足の裏以外の体の一部が着いたら負け。
- 旧正月に行われる。